# Okanagan Falls Park
Okanagan Falls Park är en park i Kanada.   Den ligger i provinsen British Columbia, i den södra delen av landet, 3 300 km väster om huvudstaden Ottawa. Okanagan Falls Park ligger 558 meter över havet. Den ligger vid sjön Skaha Lake.
Terrängen runt Okanagan Falls Park är kuperad åt sydväst, men åt nordost är den bergig. Närmaste större samhälle är Penticton, 16,4 km norr om Okanagan Falls Park.
I omgivningarna runt Okanagan Falls Park växer i huvudsak barrskog. Runt Okanagan Falls Park är det mycket glesbefolkat, med 3 invånare per kvadratkilometer.